# داگلاس امهاف
داگلاس کرِیْگ اِمْهاف (به انگلیسی:Douglas Craig Emhoff؛ زادهٔ ۱۳ اکتبر ۱۹۶۴) وکیل آمریکایی است که آقای دوم و شوهر ۴۹ امین 
معاون رئیس‌جمهور ایالات متحده آمریکا، کامالا هریس است. وی نخستین آقای دوم در تاریخ ایالات متحده است و همچنین همسرش نیز نخستین زنی است که در تاریخ ایالات متحده آمریکا، به معاونت ریاست‌جمهوری رسید. او همچنین نخستین همسر یهودی یک رییس جمهور یا معاون رییس جمهور آمریکاست.

## اوایل زندگی و تحصیلات
امهاف از پدر و مادر یهودی، مایکل و باربارا امهاف، در بخش بروکلین نیویورک زاده شد. او یک برادر به نام اندی و یک خواهر به نام جٍیمی دارد. وی از سال ۱۹۶۹ تا ۱۹۸۱ در نیوجرسی زندگی می‌کرد و در نوجوانی با خانواده‌اش به کالیفرنیا نقل مکان کرد. امهاف از دبیرستان آگورا فارغ‌التحصیل شد. وی مدرک کارشناسی را از دانشگاه ایالتی کالیفرنیا، نورتریج و مدرک حقوقی جی‌دی را از مدرسهٔ حقوق گولد دانشگاه کالیفرنیای جنوبی دریافت کرد.

## حرفه
زمینهٔ کاری امهاف دادرسی در صنعت سرگرمی است و کار خود را در گروه دادرسی فیلزبری وینتروپ آغاز کرده‌است. او بعداً در اواخر دههٔ ۱۹۹۰ به شرکت حقوقی Belin Rawlings & Badal، نقل مکان کرد. وی در سال ۲۰۰۰ همراه با بن ویتول شرکت خود را افتتاح کرد. در سال ۲۰۰۶ این شرکت توسط ونبل اکتساب شد. از جمله مشتریان وی والمارت و مرک بودند. سپس امهاف مدیر دفاتر ونبل در ساحل غربی آمریکا شد.

## زندگی شخصی

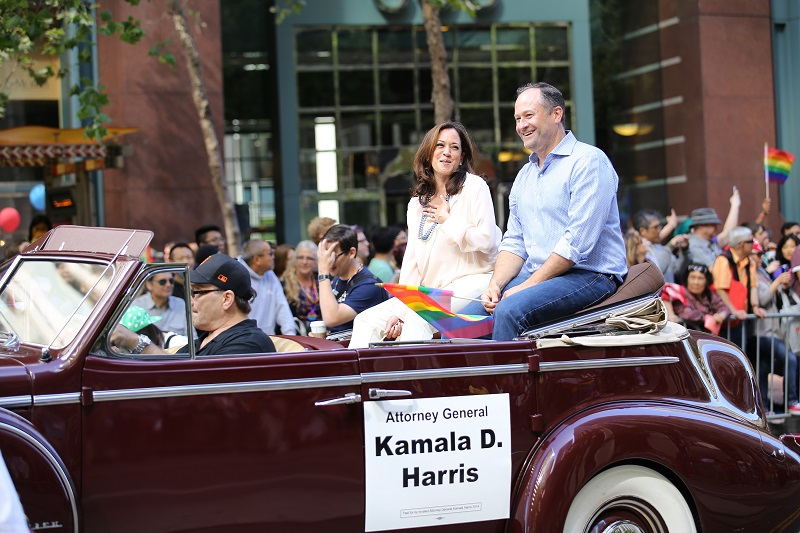
امهاف و کاملا هریس در رژه پراید، ژوئن ۲۰۱۶

اِمهاف از 1992 تا 2008 شوهر کرستین مکین، تهیه کننده فیلم، بود. آن‌ها دو فرزند به نام‌های کول و الا دارند. با این که طلاق امهاف و مکین دوستانه بود، و آنها از آن زمان یکدیگر را «دوست» خود خطاب کرده اند، امهاف اذعان کرده که با یکی از معلمان فرزندانش یک رابطه خارج از ازدواج داشته و آن رابطه در پایان دادن ازدواج اولش تاثیرگذار بوده است. 
او در ۲۲ اوت سال ۲۰۱۴، در سانتا باربارا، کالیفرنیا، با کامالا هریس ازدواج کرد. مایا هریس، خواهر کامالا، عقد را اجرا کرد. دارایی خالص امهاف و هریس در اوت ۲۰۱۹، ۵٫۸ میلیون دلار تخمین زده شد.